# Urlândia
Urlândia est un quartier de la ville brésilienne de Santa Maria, Rio Grande do Sul. Le quartier est situé dans district de Sede.

## Vilas
Le quartier possède les vilas Parque Residencial São Carlos, Urlândia, Vila Formosa, Vila Santos, Vila Tropical, Vila Urlândia.